# Aleix IV de Trebisonda
Aleix IV Comnè fou el dinovè emperador de Trebisonda, que va governar en vintè lloc durant el període 1417-1429. Va pujar al tron després de la mort del seu pare. Durant el seu regnat va lluitar contra els genovesos, descontents dels privilegis que tenien els venecians. Va morir el 1429 en una revolta del seu fill Joan IV Comnè, que el va succeir. Les seves despulles mortals han estat en tres tombes diferents i encara es conserven.

## Regnat
Aleix IV va rebre el títol de dèspota el 1395, el qual li donava autoritat en el govern, però no en va tenir prou i es va alçar contra el seu pare aprofitant el descontentament que hi havia pel nomenament del secretari personal de Manuel III, un home de procedència humil. Quan Manuel III va morir el març del 1417, va córrer el rumor que Aleix havia precipitat la seva mort.
Aleix es va trobar amb conflictes amb els genovesos que s'havien gestat en governs anteriors. Aquests van atacar i derrotar la flota de Trebisonda; després es van apoderar d'un monestir i el van convertir en la seva fortalesa. El 1418 Aleix va signar un acord de pau i va pagar compensacions als genovesos fins al 1422. Una nova disputa va sorgir el 1425 amb relació a les obligacions de l'emperador respecte d'aquesta comunitat.
Després de la mort de Tamerlà, la major part d'Àsia Menor es va quedar en situació de caos. Qara Yússuf, governant dels qara qoyunlu, va devastar gran part d'Armènia i va derrotar l'emir d'Arsinga i el cabdill dels aq qoyunlu. Aleix va provar d'evitar enemistar-se amb ells acordant matrimonis entre les seves filles i aquests poderosos veïns. Una filla es va casar amb el fill de Qara Yússuf, Jihan Shah, que es va efectuar el 1420, i Aleix va acordar pagar al seu gendre el mateix tribut que anteriorment havia pagat a Tamerlà. Una altra filla es va casar potser amb Alí, fill de Qara Yülük Osman, el governant dels aq qoyunlu, o també podria que el nuvi fos el mateix Osman. Amb els seus veïns cristians Aleix també va establir llaços familiars casant una filla anomenada Maria amb l'emperador romà d'Orient Joan VIII Paleòleg que es va efectuar el 1428.
Aleix IV passava bona part del temps en plaers. Seguint la tradició, va donar al seu fill Joan el títol de dèspota, el 1417. Això no va impedir que entre tots dos hi hagués una mala relació. El 1426 Joan va matar el tresorer del seu pare, justificant la seva actuació dient que hi havia una relació adúltera entre l'emperadriu, Teodora Cantacuzena, i aquest home. En una altra ocasió va intentar matar els seus pares, però els nobles van intervenir a temps i ho van impedir; descobertes les seves intencions, Joan va fugir cap a Geòrgia.
Quan la seva esposa va morir, el 1426, Aleix es va entristir molt i el cardenal Bessarió li va dedicar no menys de tres monodies.
A causa de la deslleialtat de Joan, Aleix IV va nomenar successor al seu altre fill, Alexandre. Joan va marxar de Geòrgia i es va instal·lar a la colònia genovesa de Caffa, on va llogar una galera amb la corresponent tripulació per anar cap a Trebisonda a apoderar-se del tron. Un dia d'octubre del 1429 van arribar a prop de Trebisonda; Aleix IV va sortir amb un exèrcit per enfrontar-se amb el seu fill, però va ser assassinat per un grup de nobles durant la nit. Alexandre va fugir de Trebisonda; el viatjant castellà, Pedro Tafur, se'l va trobar a Constantinoble l'octubre d'aquell any, vivint amb la seva germana Maria.

## Sepultura
L'historiador Anthony Bryer creu que podrien ser els remordiments de Joan IV per la manera com va morir el seu pare, el que va impulsar el trasllat de les restes des de la seva sepultura inicial a l'interior de la catedral de Chrysokephalos, a una tomba situada a l'exterior, on la seva visió no l'inquietés duran les misses. El fet que hi hagués una llegenda turca que deia que en aquella tomba estava el cos d'un heroi turc de Trebisonda al segle passat, va fer que la sepultura romangués intacta fins al 1918. Durant l'ocupació russa de Trebisonda, el 1916, Fiódor Uspenski va excavar la tomba i es va trobar que hi havia dos esquelets. Segons l'informe d'Uspenskij, el més antic dels dos era el d'Aleix.
Quan els russos es van retirar de Trebisonda, l'esquelet més antic va ser confiat a Chrysanthos Philippides, que en aquell temps era alcalde de Trebisonda i la tomba situada a l'exterior de Chrysokephalos fou destruïda pels turcs. Durant l'Intercanvi de poblacions entre Grècia i Turquia que va haver el 1923, l'historiador caldi Giogios Kandilaptes va recollir els ossos i els va portar a Grècia, on van acabar emmagatzemats al Museu Bizantí i Cristià d'Atenes. El 1980 les restes d'Aleix IV Comnè es van prendre amb gran cerimònia a la seva actual sepultura a Nova Sumelà, a prop de Kastania, a província grega d'Unitat perifèrica d'Imathia.

## Matrimonis i descendència
El 1395 Aleix es va casar amb Teodora Cantacuzena i van tenir almenys cinc fills:
- Joan (c. 1403 - 1459).
- Maria, (c. 1404 - 1439) que es va casar amb Joan VIII Paleòleg.
- Alexandre, que es va casar amb Maria Gattilusio, filla de Dorino de Lesbos.
- David (c. 1408 - 1463).
- Una filla de nom desconegut que es va casar amb Jahan Shah.

Segons alguns genealogistes, Aleix va tenir dues filles més, però segons altres aquestes van ser filles de Joan IV. Tot el que se sap d'elles és amb qui es van casar, i Michel Kuršanskis creu que ni tan sols això és cert i que l'afirmació de la seva existència es deu a una mala interpretació de la crònica de Laonikos Chalcondyles. Els noms d'aquestes possibles filles són:
- Teodora, esposa d'Ali Beyg dels aq Qoyunlu.
- Eudòxia-Valenza, esposa de Niccolò Crispo, senyor de Syros.